# Albert Sous

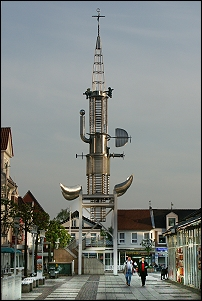
Sous-Turm Aurich

Albert Sous (* 24. April 1935 in Stolberg (Rheinland)) ist ein zeitgenössischer deutscher Goldschmied und Metall-Bildhauer. Er lebt in Würselen.

## Ausbildung
Sous wuchs als eines von acht Geschwistern in Stolberg auf und absolvierte nach seiner Schulzeit von 1953 bis 1956 eine Ausbildung zum Silberschmied und Kirchengoldschmied. Anschließend studierte er von 1956 bis 1960 Bildhauerei an der Werkkunstschule Aachen und legte 1961 seine Meisterprüfung als Gold- und Silberschmied ab.
Sous schuf zahlreiche Skulpturen und Monumente für den öffentlichen Raum, unter anderem für die Städte Esens, Aachen, Würselen, Mönchengladbach, Aurich und Mainz. Für seine Leistungen wurde er 1962 mit dem Juwel des Jahres geehrt und erhielt 1966 den Bayerischen Staatspreis für Schmuck sowie 1983 den Staatspreis für Goldschmiedekunst Nordrhein-Westfalen.
Albert Sous ist verheiratet und hat vier Kinder, die alle ebenfalls künstlerisch tätig sind.

## Werke (Auswahl)

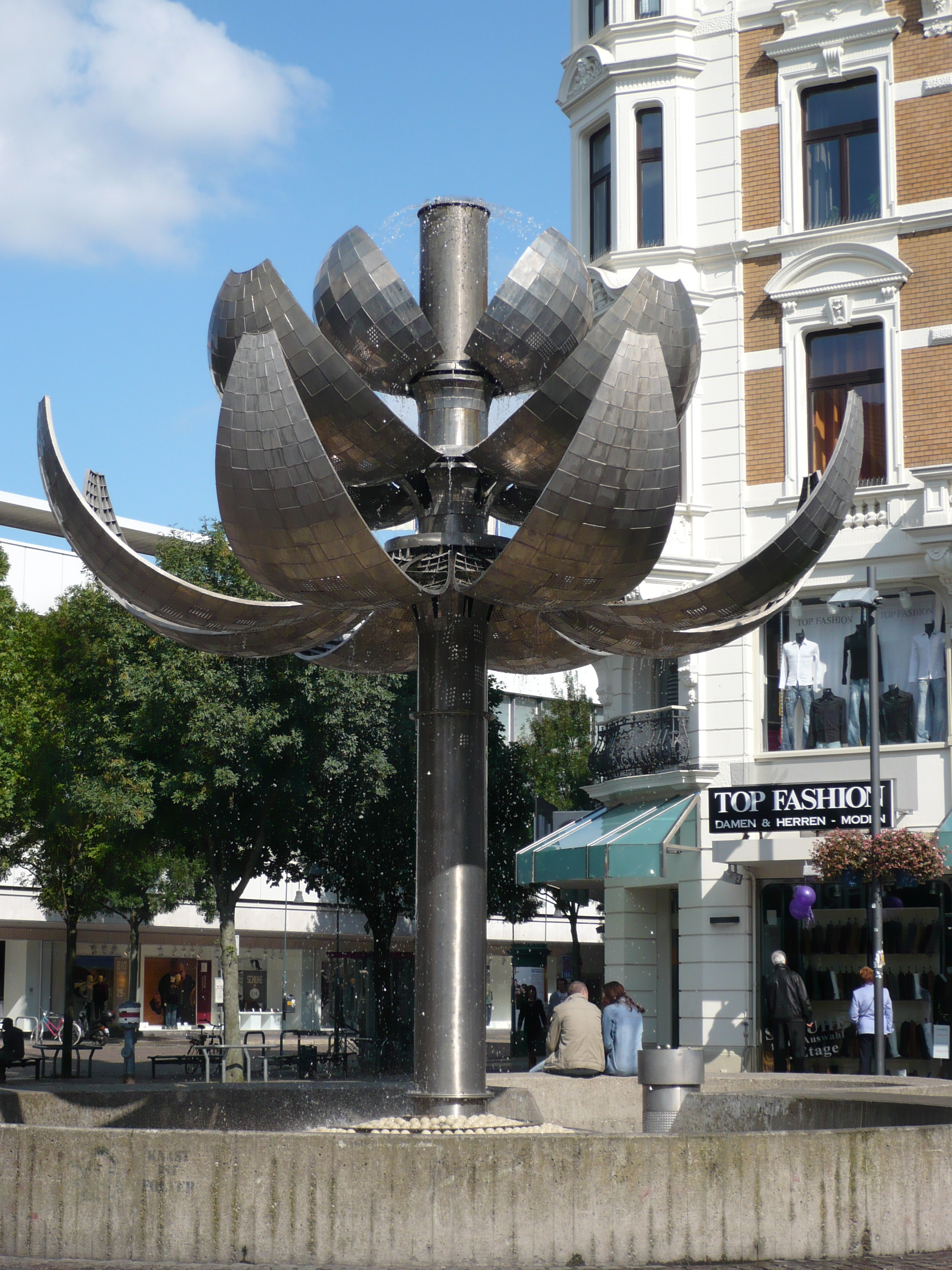
Kugelbrunnen Aachen

- 1958: Grabmal Drachentöter, Friedhof Stolberg-Mausbach
- 1971: Ambo, Osterkerzenhalter, Altartisch und doppelstöckiger Tabernakel für St. Gregorius in Aachen-Burtscheid
- 1974: Edelstahl-Hauptportal für St. Fronleichnam in Aachen
- 1976: Edelstahlbrunnen auf dem Lindenplatz in Würselen
- 1977: Kugelbrunnen in der Adalbertstraße, Aachen (1. Preis im Wettbewerb zur Neugestaltung der Fußgängerzone 1976)
- 1980: Brunnen auf dem Marktplatz in Mönchengladbach-Hardt
- 1980: Papierbrunnen auf dem Adenauerplatz in Bergisch Gladbach
- 1983: Lokomotive aus Edelstahl vor dem Westbahnhof Aachen
- 1984: Flugobjekt auf dem Marktplatz in Würselen-Broichweiden
- 1985: Phönix, Skulptur vor der Rheinischen Schule für Hörgeschädigte und Sehbehinderte, Aachen
- 1986: Römisches Pferd mit Reiter im LVR-Park in Xanten
- 1986: Bürger von Morlaix vor dem neuen Rathaus Würselen
- 1988: Großer Preis von Aachen, Pferdeskulptur in Aachen
- 1990: Sous-Turm in Aurich, Ostfriesland
- 1997: St. Martin, Reiterskulptur in der Mainzer Altstadt
- 2000: Sechs Edelstahlsäulen vor den Carolus Thermen in Aachen
- 2006: Stuhlskulptur Edelstahl für den Kreisverkehr Würselen/Verlautenheidener Straße

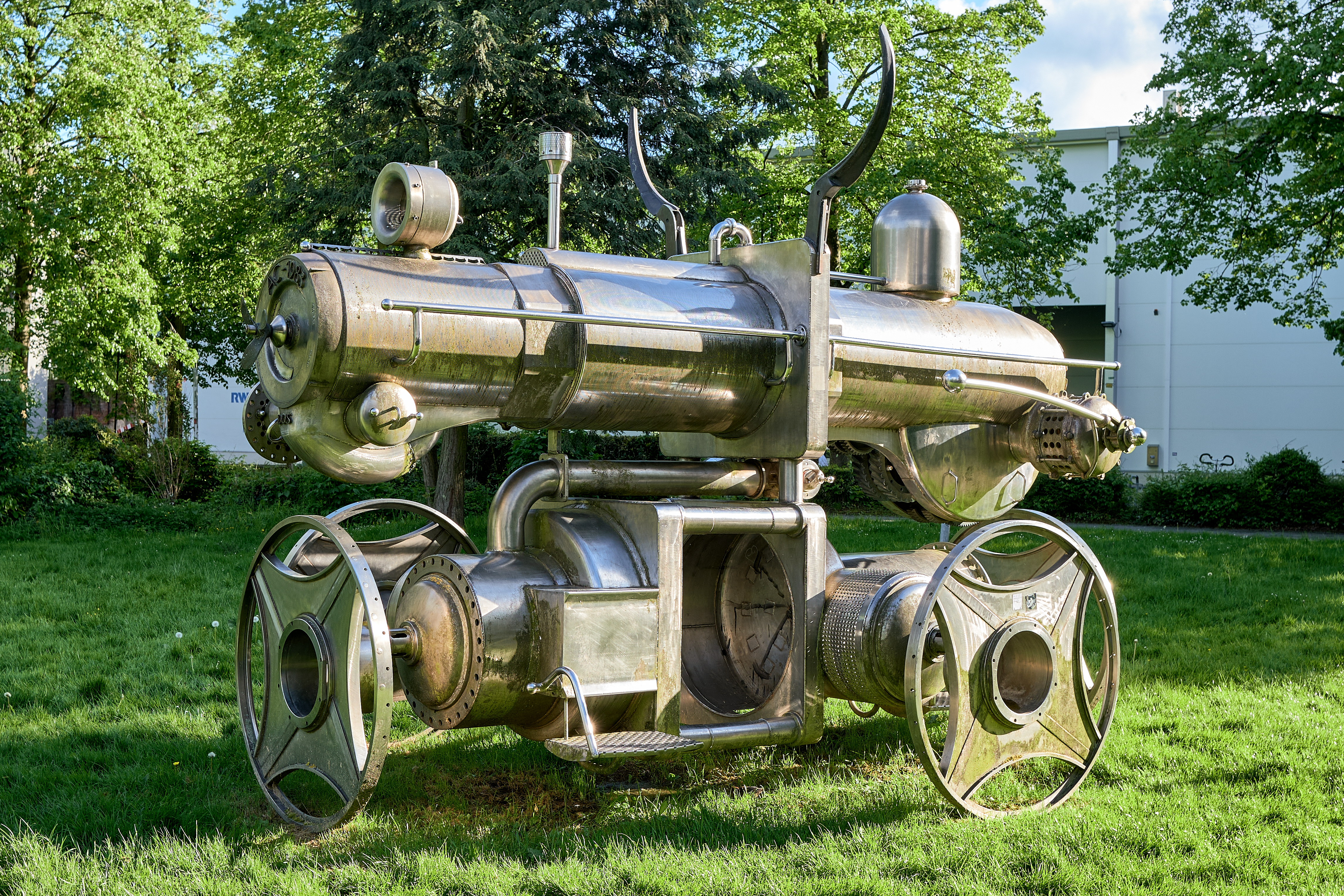
Edelstahl-Lokomotive Aachen
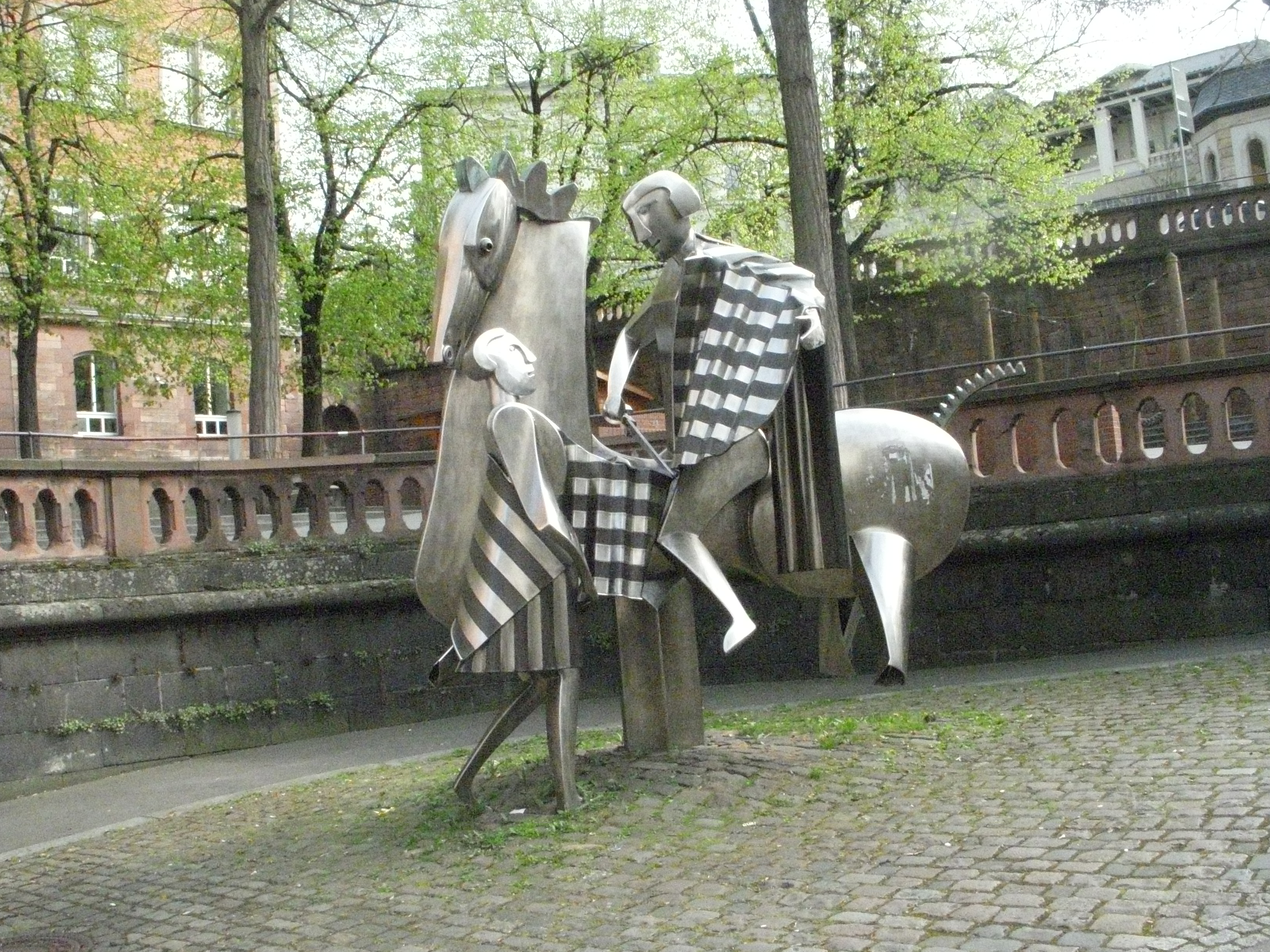
Reiterskulptur St. Martin, Mainz
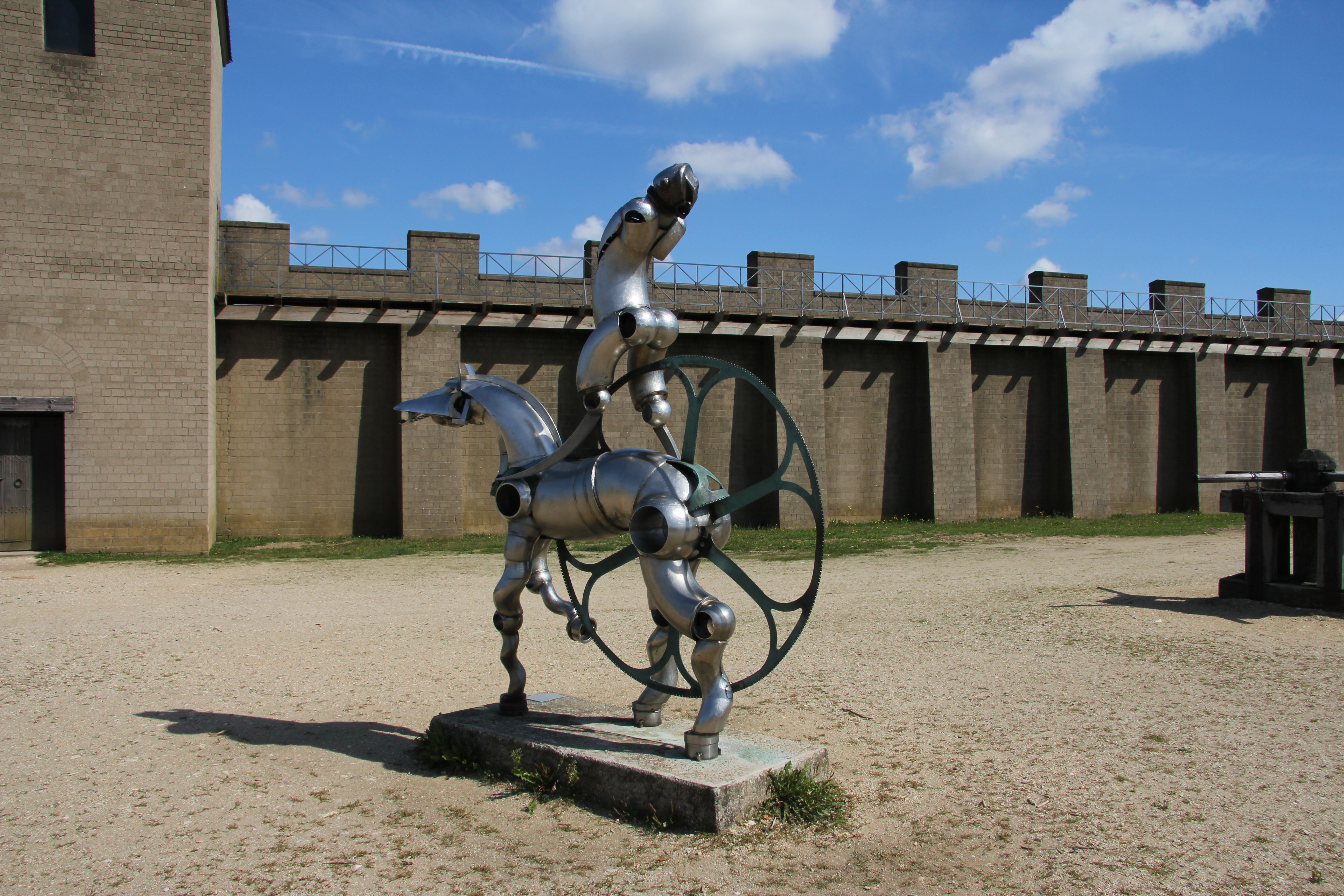
Römisches Pferd mit Reiter, Xanten